# کارخانه ریسندگی و بافندگی
کارخانه ریسندگی و بافندگی مربوط به دوره پهلوی است و در اهواز، انتهای خیابان امام خمینی (ره) واقع شده و این اثر در تاریخ ۲۰ آذر ۱۳۷۹ با شمارهٔ ثبت ۲۹۱۳ به‌عنوان یکی از آثار ملی ایران به ثبت رسیده است.